# Fesques
Fesques est une commune française située dans le département de la Seine-Maritime en région Normandie.
Ses habitants sont appelés les Fesquois et les Fesquoises.

## Géographie

### Description
Fesques est un village rural normand du pays de Bray située à 109 mètres d'altitude, à 33 km environ au sud-est de Dieppe et de la Manche, à 7 km au nord-est de Neufchâtel-en-Bray, une cinquantaine de kilomètres au nord-est de Rouen et une soixantaine de kilomètres à l'ouest d'Amiens.
Il est aisément accessible par l'autoroute A28 et sa sortie Neufchâtel-Nord, et est desservi par l'ex-route nationale 28 (actuelle RD 928 Rouen-Abbeville et la route départementale 36.
La commune s'étend sur 8,8 km2, et comprend plusieurs hameaux : La Moyenne, Le Marais, La Vieuville.

### Communes limitrophes
| Clais |         | Callengeville |
|       | Fesques | Vatierville   |
| Lucy  |         | Ménonval      |

### Hydrographie
La commune est située dans le bassin Seine-Normandie. Elle est drainée par l'Eaulne,.
L'Eaulne, d'une longueur de 45 km, prend sa source dans la commune de Mortemer et se jette  dans l'Arquesen limite des communes d'Arques-la-Bataille et de Martin-Église, après avoir traversé 19 communes. 

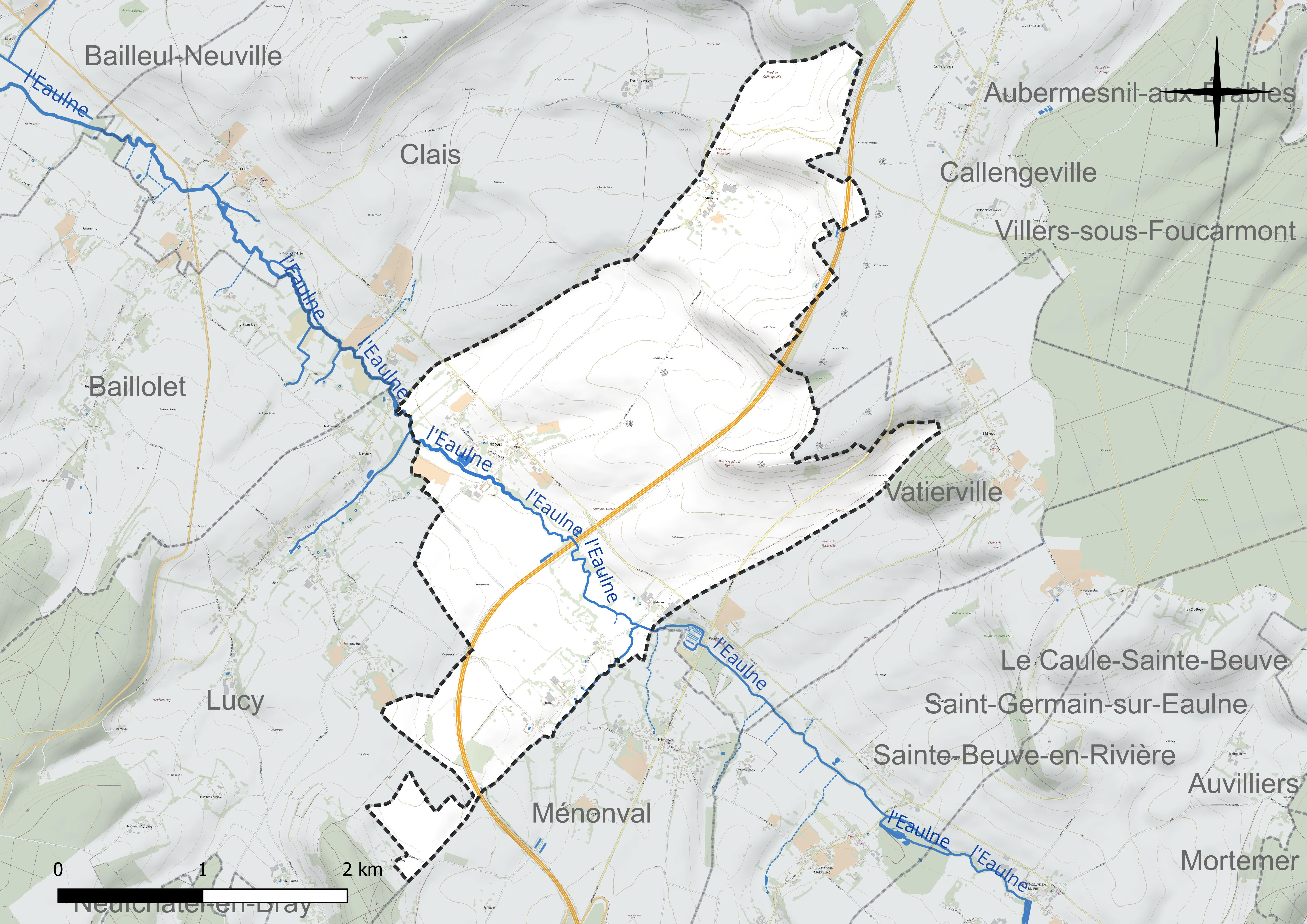
Réseau hydrographique de Fesques.

### Climat
Pour des articles plus généraux, voir Climat de la Normandie et Climat de la Seine-Maritime.
En 2010, le climat de la commune est de type climat océanique altéré, selon une étude du CNRS s'appuyant sur une série de données couvrant la période 1971-2000. En 2020, Météo-France publie une typologie des climats de la France métropolitaine dans laquelle la commune est exposée à un climat océanique et est dans la région climatique Côtes de la Manche orientale, caractérisée par un faible ensoleillement (1 550 h/an) ; forte humidité de l’air (plus de 20 h/jour avec humidité relative > 80 % en hiver), vents forts fréquents. Parallèlement le GIEC normand, un groupe régional d’experts sur le climat, différencie quant à lui, dans une étude de 2020, trois grands types de climats pour la région Normandie, nuancés à une échelle plus fine par les facteurs géographiques locaux. La commune est, selon ce zonage, exposée à un « climat contrasté des collines », correspondant au Pays de Bray, bien arrosé et frais.
Pour la période 1971-2000, la température annuelle moyenne est de 10,1 °C, avec une amplitude thermique annuelle de 14,4 °C. Le cumul annuel moyen de précipitations est de 892 mm, avec 13,3 jours de précipitations en janvier et 8,6 jours en juillet. Pour la période 1991-2020, la température moyenne annuelle observée sur la station météorologique la plus proche, située sur la commune de Bouelles à 9 km à vol d'oiseau, est de 10,7 °C et le cumul annuel moyen de précipitations est de 838,4 mm,. Pour l'avenir, les paramètres climatiques de la commune estimés pour 2050 selon différents scénarios d’émission de gaz à effet de serre sont consultables sur un site dédié publié par Météo-France en novembre 2022.

## Urbanisme

### Typologie
Au 1er janvier 2024, Fesques est catégorisée commune rurale à habitat dispersé, selon la nouvelle grille communale de densité à sept niveaux définie par l'Insee en 2022.
Elle est située hors unité urbaine et hors attraction des villes,.

### Occupation des sols
L'occupation des sols de la commune, telle qu'elle ressort de la base de données européenne d’occupation biophysique des sols Corine Land Cover (CLC), est marquée par l'importance des territoires agricoles (99,9 % en 2018), une proportion identique à celle de 1990 (99,9 %). La répartition détaillée en 2018 est la suivante : 
terres arables (74,5 %), prairies (22,7 %), zones agricoles hétérogènes (2,7 %), forêts (0,1 %). L'évolution de l’occupation des sols de la commune et de ses infrastructures peut être observée sur les différentes représentations cartographiques du territoire : la carte de Cassini (XVIIIe siècle), la carte d'état-major (1820-1866) et les cartes ou photos aériennes de l'IGN pour la période actuelle (1950 à aujourd'hui).

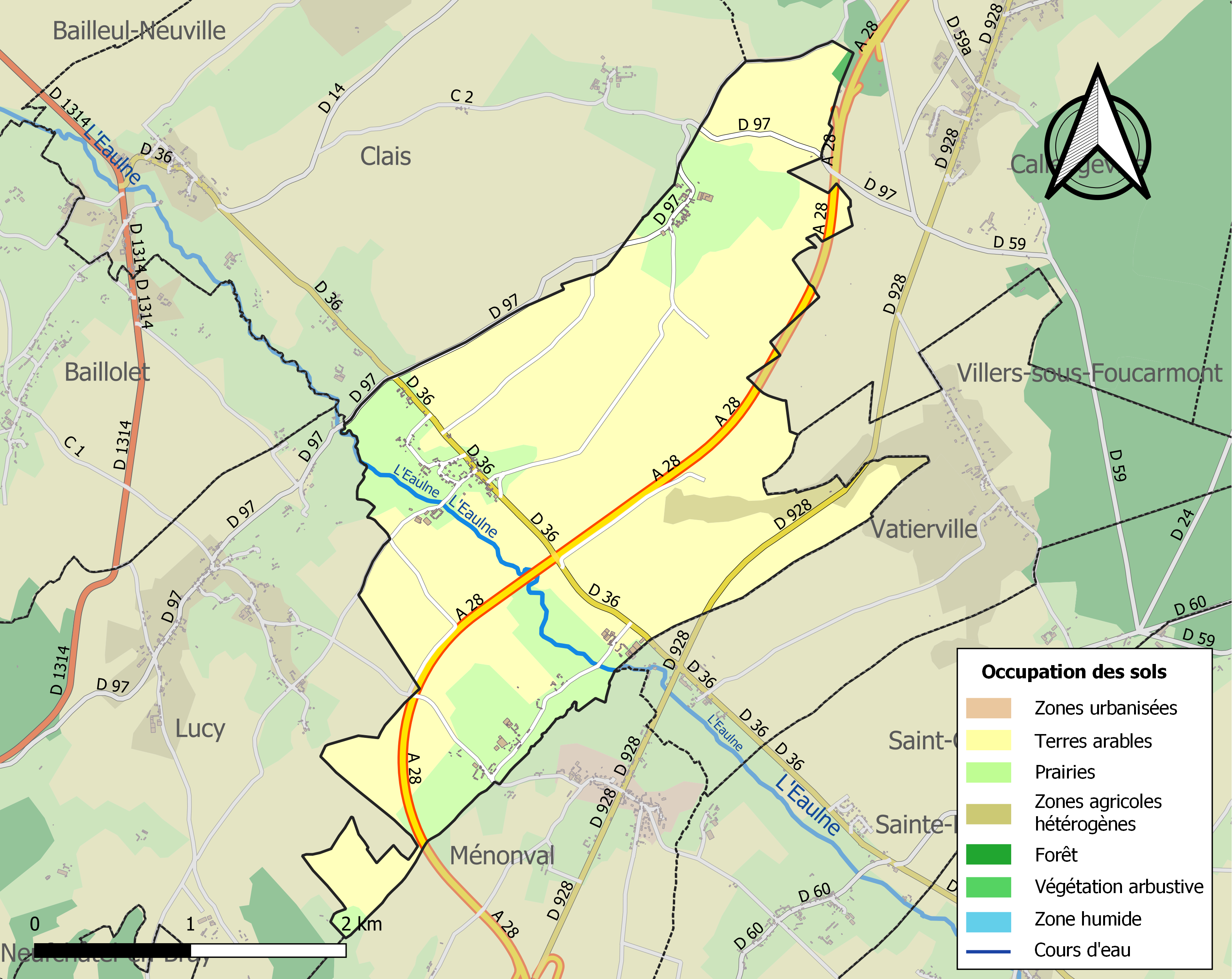
Carte des infrastructures et de l'occupation des sols de la commune en 2018 (CLC).

## Toponymie
Le nom de la localité est attesté sous les formes Par. de Fesquis en  1158 et 1161, Ecclesiam de Fesquis en 1185 et 1189, de Fesquis au XIIe siècle, Fesques en 1203 (Archives départementales de la Seine-Maritime, 8 H), Eccl. de Feskis en 1210 (Bib. Rouen ms. 1224 f. 90 v.), Fesques en 1460 (Arch. S.-M. G 3269).
Du latin fiscus au sens de « trésor de l'État », a évolué pour désigner un domaine royal et plus tard, un domaine appartenant à l'église.

## Histoire
Le sanctuaire celtique du Mont du Val aux Moines, établi sur un espace de 12 hectares, est daté, par les archéologues, des IIIe et IIe siècles av. J.-C.
Au val des Moines, on a découvert des monnaies, des boucles, des épingles et des anneaux datant de l'époque romaine.

## Politique et administration
| Période                                  | Période                    | Identité         | Étiquette | Qualité                                           |
| ---------------------------------------- | -------------------------- | ---------------- | --------- | ------------------------------------------------- |
| Les données manquantes sont à compléter. |                            |                  |           |                                                   |
| 1963                                     | 1982                       | François Cocagne |           |                                                   |
| 1982                                     | Juillet 2020               | Antoine Cocagne  | DVD       | Agriculteur, président de la coopérative agricole |
| juillet 2020                             | En cours (au 10 août 2020) | Guy Lucas        |           |                                                   |

## Démographie
L'évolution du nombre d'habitants est connue à travers les recensements de la population effectués dans la commune depuis 1793. Pour les communes de moins de 10 000 habitants, une enquête de recensement portant sur toute la population est réalisée tous les cinq ans, les populations de référence des années intermédiaires étant quant à elles estimées par interpolation ou extrapolation. Pour la commune, le premier recensement exhaustif entrant dans le cadre du nouveau dispositif a été réalisé en 2005.

En 2022, la commune comptait 145 habitants, en évolution de +18,85 % par rapport à 2016 (Seine-Maritime : +0,35 %, France hors Mayotte : +2,11 %).
| 1793 | 1800 | 1806 | 1821 | 1831 | 1836 | 1841 | 1846 | 1851 |
| ---- | ---- | ---- | ---- | ---- | ---- | ---- | ---- | ---- |
| 278  | 312  | 179  | 336  | 302  | 321  | 319  | 347  | 332  |

| 1856 | 1861 | 1866 | 1872 | 1876 | 1881 | 1886 | 1891 | 1896 |
| ---- | ---- | ---- | ---- | ---- | ---- | ---- | ---- | ---- |
| 309  | 328  | 321  | 307  | 306  | 302  | 289  | 287  | 285  |

| 1901 | 1906 | 1911 | 1921 | 1926 | 1931 | 1936 | 1946 | 1954 |
| ---- | ---- | ---- | ---- | ---- | ---- | ---- | ---- | ---- |
| 254  | 248  | 226  | 227  | 244  | 197  | 215  | 219  | 200  |

| 1962 | 1968 | 1975 | 1982 | 1990 | 1999 | 2005 | 2006 | 2010 |
| ---- | ---- | ---- | ---- | ---- | ---- | ---- | ---- | ---- |
| 195  | 175  | 150  | 142  | 147  | 127  | 120  | 119  | 130  |

| 2015 | 2020 | 2022 | - | - | - | - | - | - |
| ---- | ---- | ---- | - | - | - | - | - | - |
| 124  | 142  | 145  | - | - | - | - | - | - |

La commune comptait 69 feux en 1789.

## Culture locale et patrimoine

### Lieux et monuments
- L'église Saint-Martin a été bâtie au XIIe siècle. Elle est ensuite confiée à Hugues d'Amiens, archevêque de Rouen. Au XVIe siècle, la construction du chœur permet de l'agrandir.
- Le marais de Fesques est un site protégé. Il est géré par le conservatoire des sites naturels et présente un intérêt faunistique et floristique particulier[25].
- L'ancienne demeure de la comtesse de Biencourt.

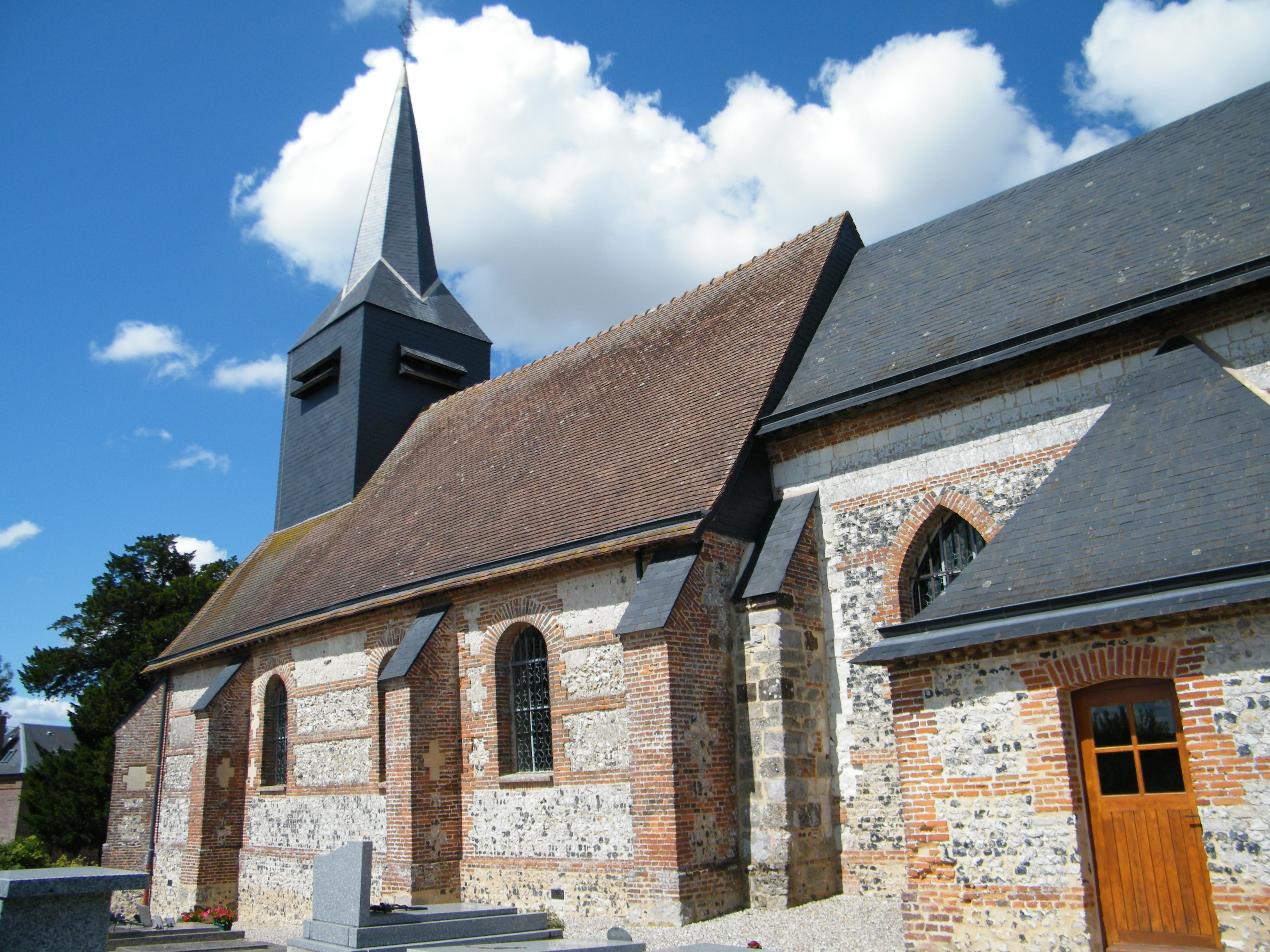
L'église Saint-Martin.
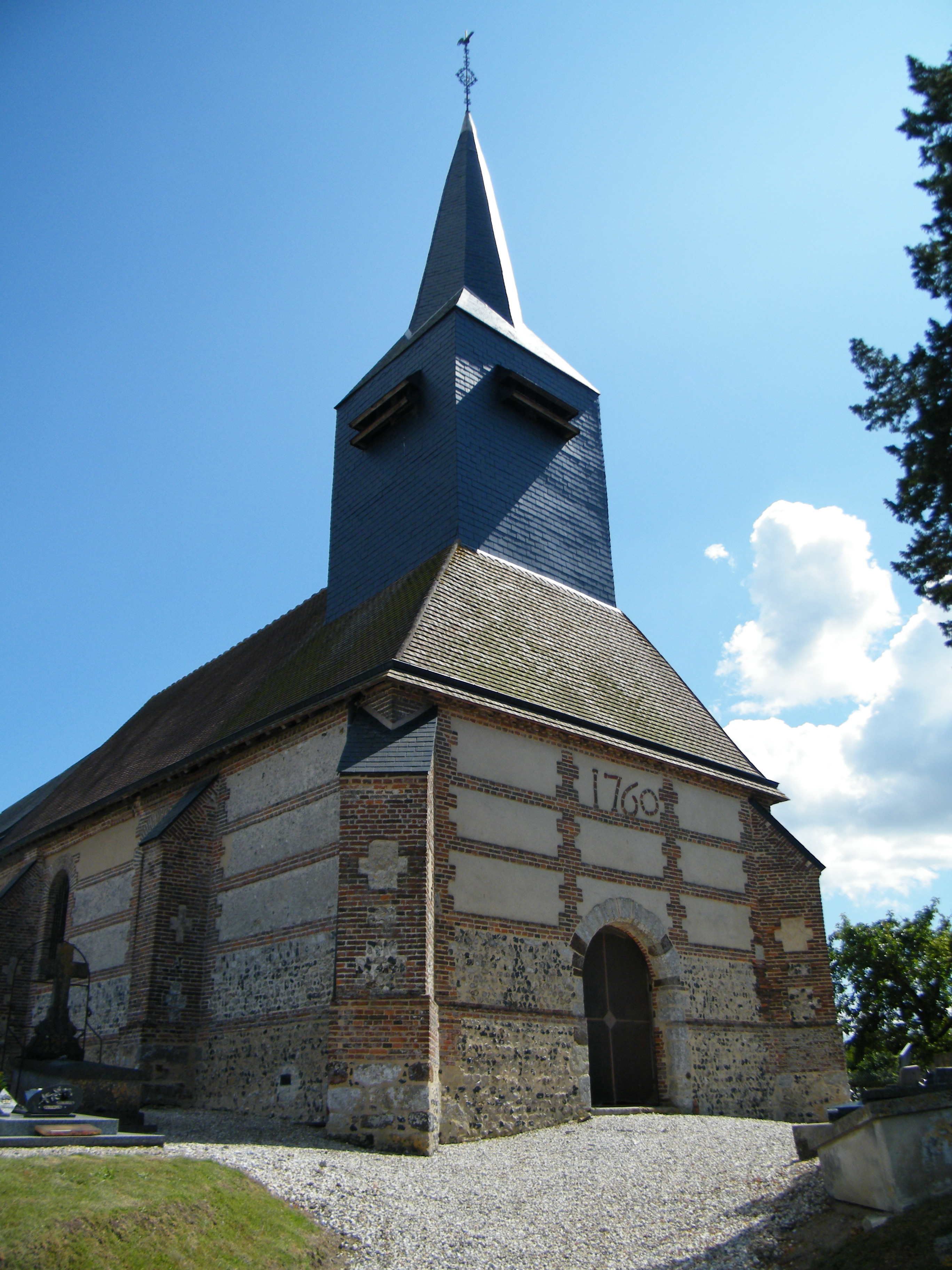
Autre vue de l'église.
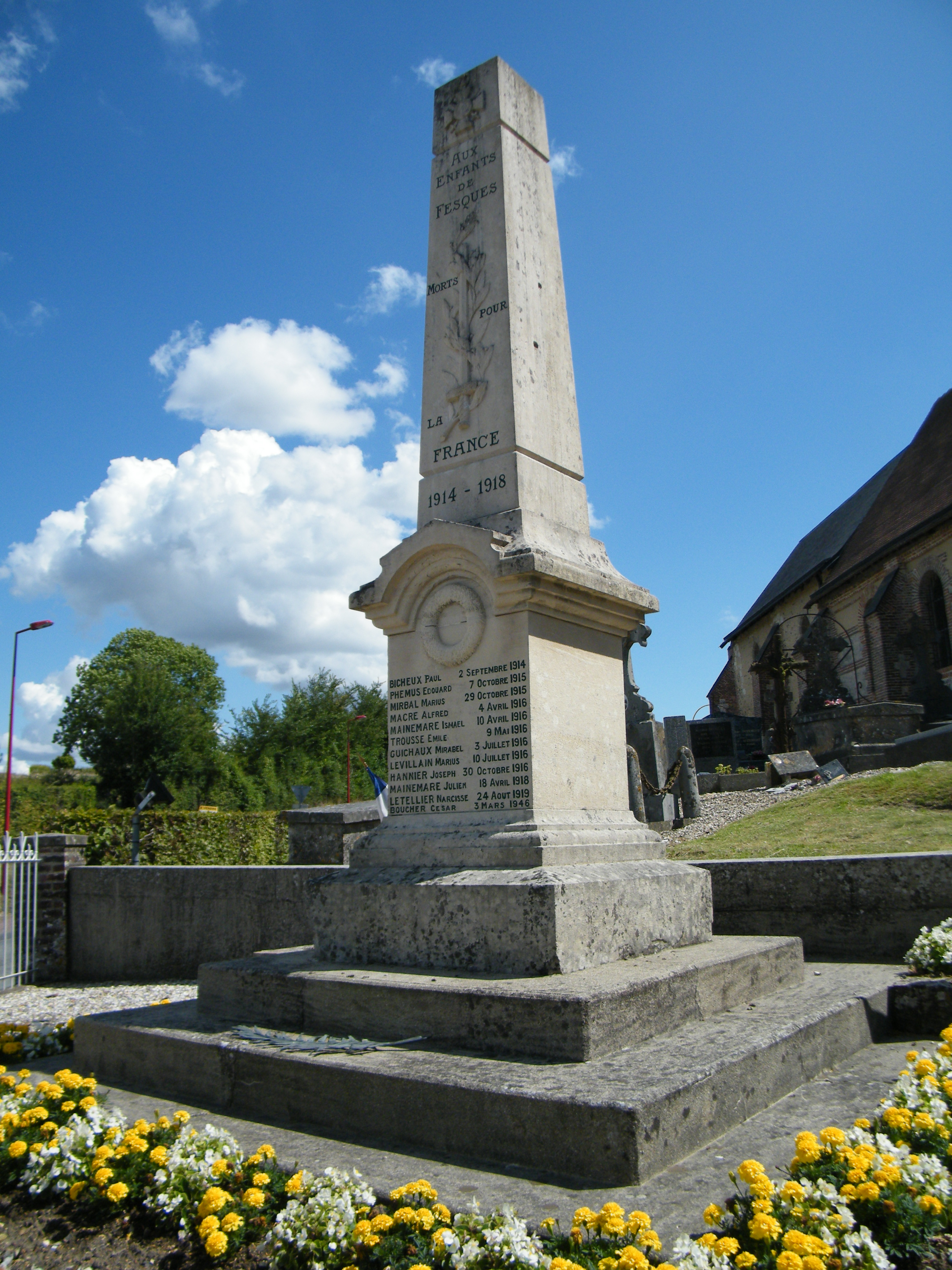
Monument aux morts.
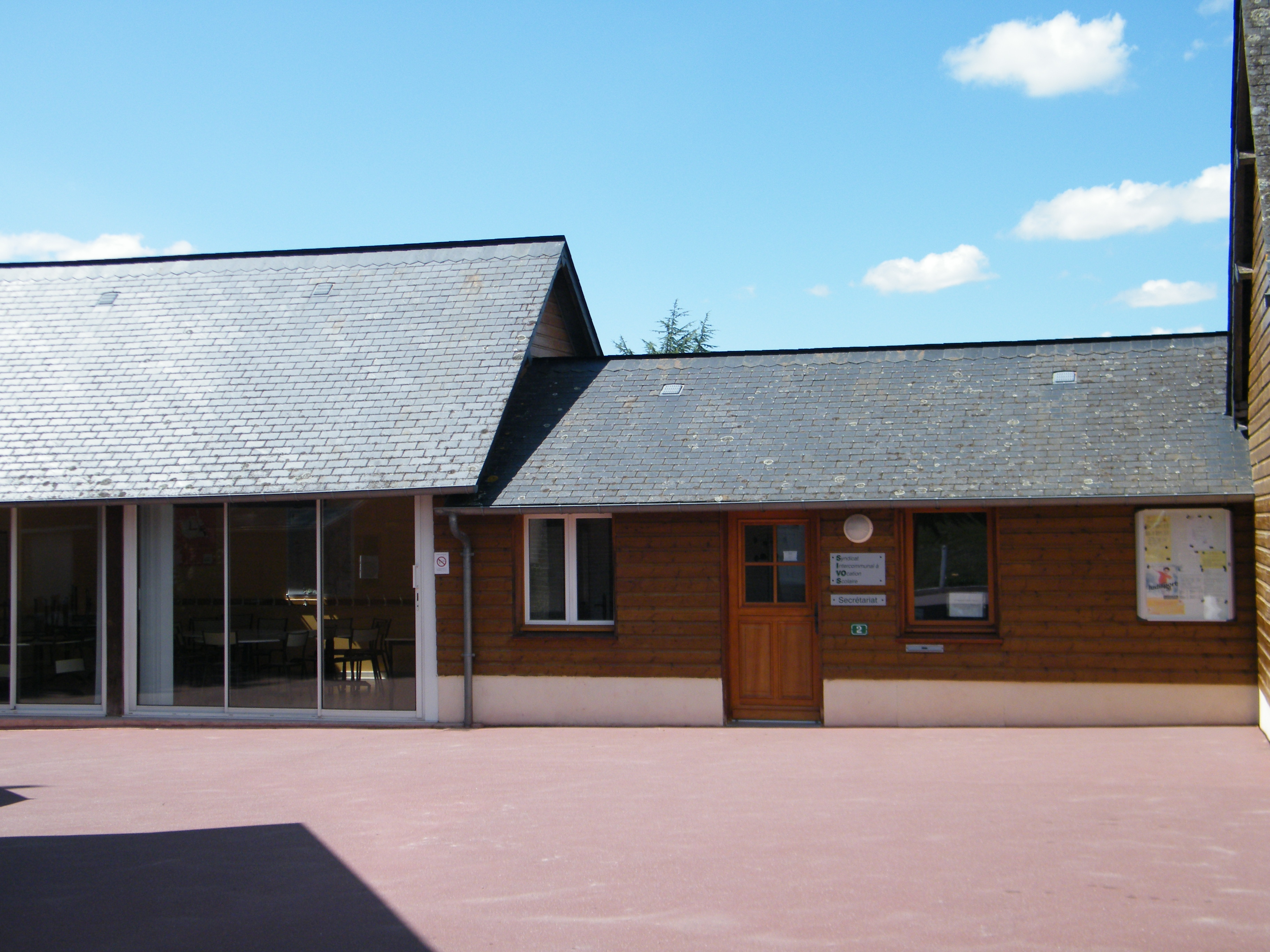
L'école.
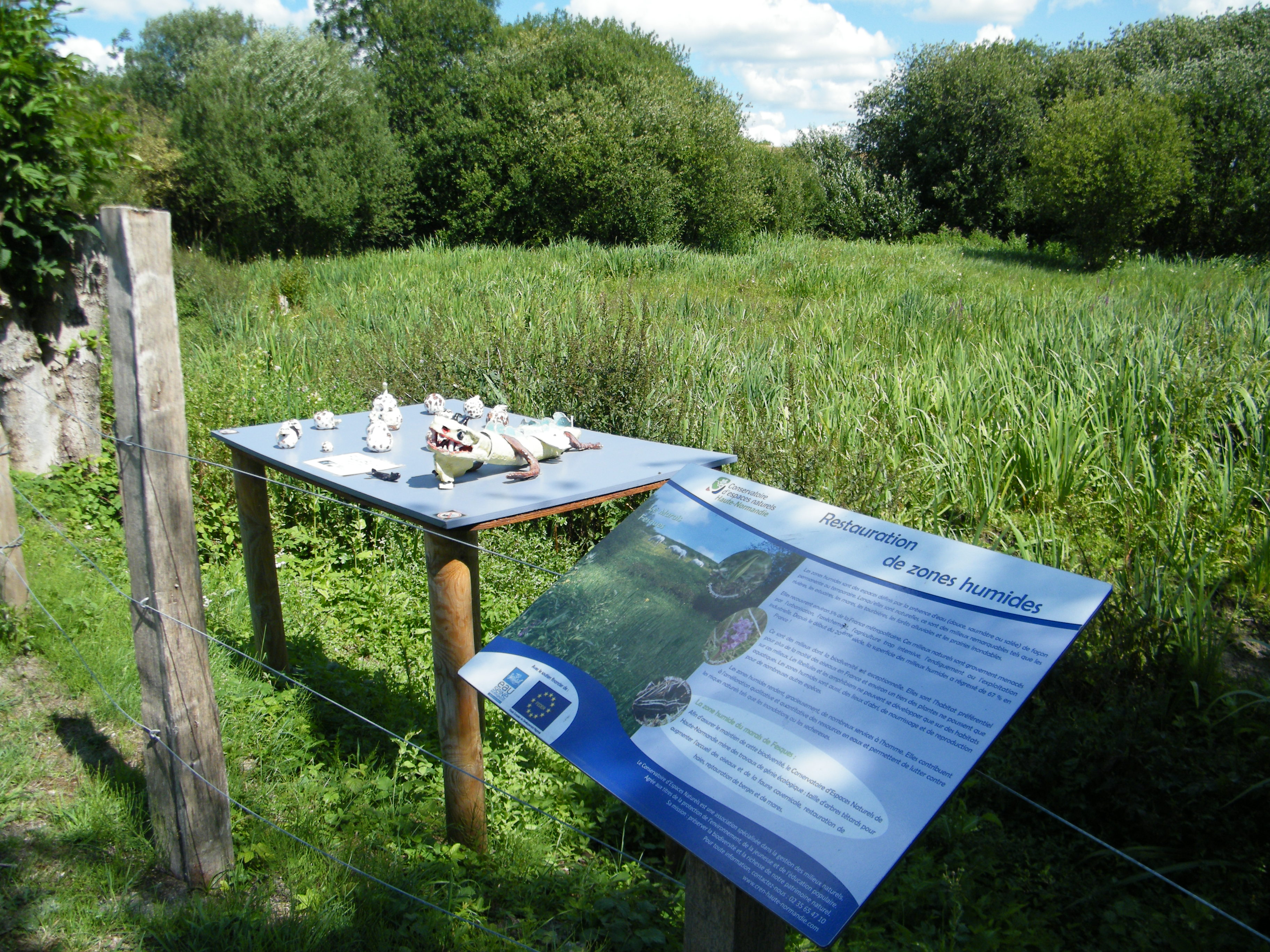
Inventaire de la faune du marais.
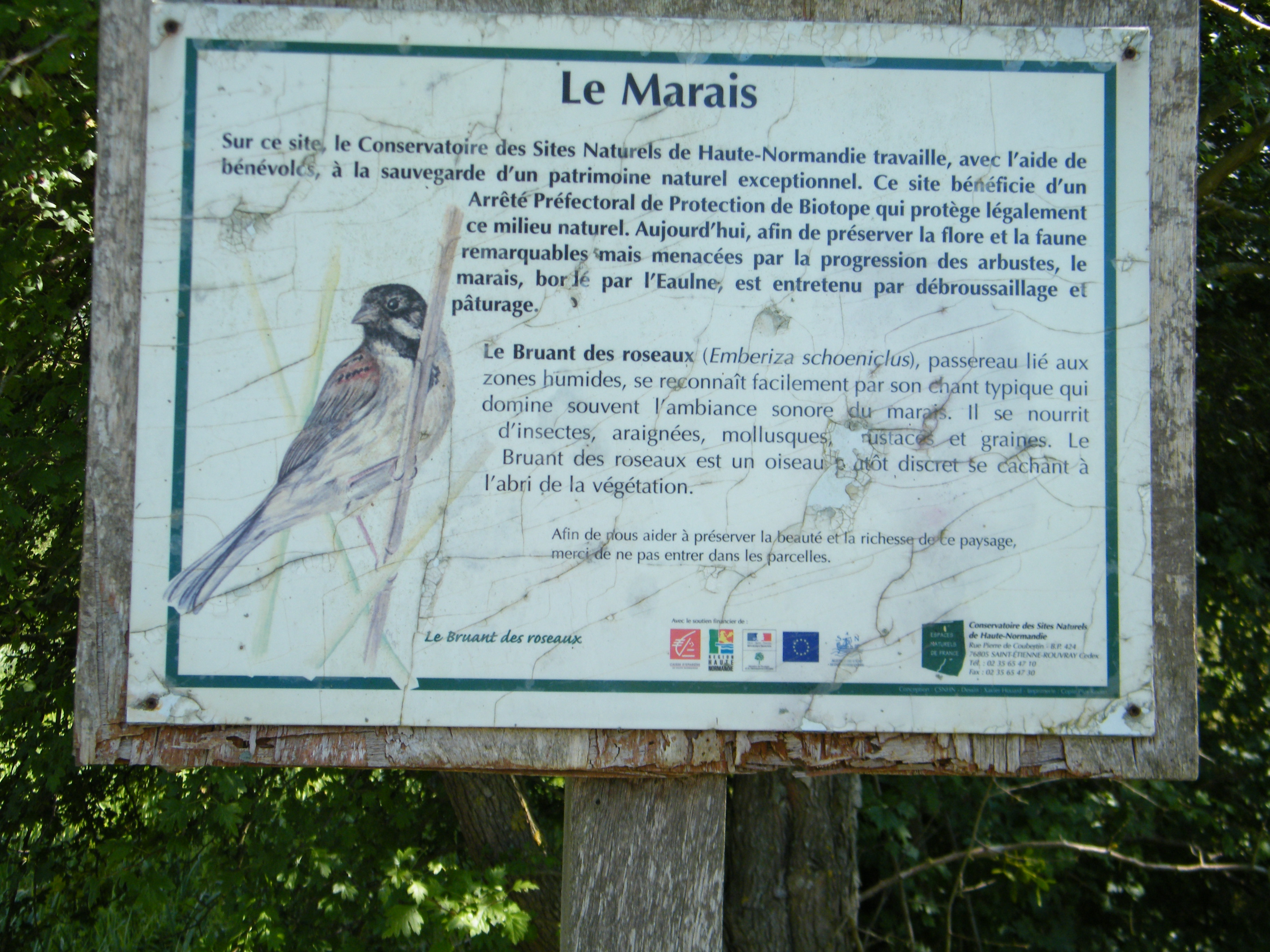
Informations sur le marais.